# Ор (река)
Ор (фр. Aure) је река у Француској. Дуга је 82 km. Улива се у Вир. 